# 查爾斯角

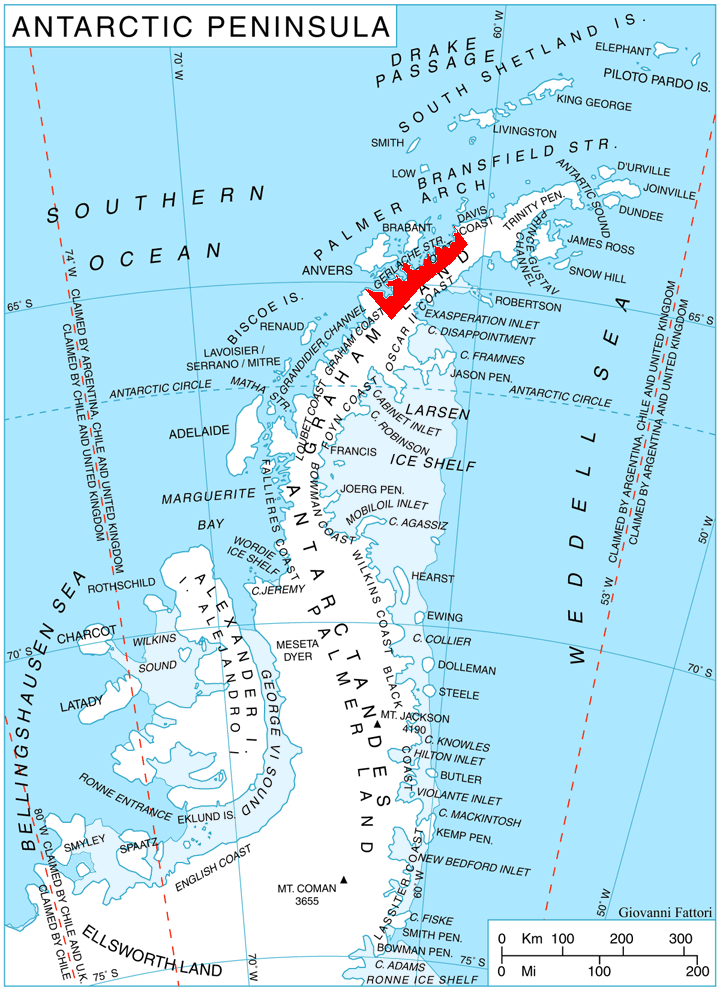

64°14′S 61°0′W / 64.233°S 61.000°W
查爾斯角（英語：Charles Point）是南極洲的海岬，位於葛拉漢地的丹科海岸，處於雷廖沃半島西南端，是布里亞爾蒙特灣入口處的北部，現時由南極條約體系管理。